# Фримаут, Дирк
Дирк Дрис Да́вид Да́миан Фрима́ут,  виконт Фримаут (нидерл. Dirk Dries David Damian Frimout; род. 21 марта 1941, Поперинге, Западная Фландрия) — бельгийский инженер, астронавт, первый бельгийский подданный, совершивший орбитальный космический полёт.

## Образование, работа
Родился 21 марта 1941 года, в период оккупации страны германскими войсками. Среднюю школу заканчивал в Генте.
В 1963 году окончил Гентский университет, получив диплом электроинженера. С 1965 по 1978 год работал в Бельгийском институте космической аэронавтики в Брюсселе. Возглавляя в нём инструментальный отдел, выполнял эксперименты со стратосферными и ракетными зондами. В 1970 году получил докторскую степень по прикладной физике в Гентском университете. С 1972 года проходил стажировку в Лаборатории физики атмосферы и космоса в Боулдере (штат Колорадо).

## Космическая подготовка
В 1977 году между Европейским космическим агентством и НАСА было заключено соглашению, в соответствии с которым в 1980 году в первом полёте лабораторного модуля «Спейслэб» на борту американского шаттла должен был принять участие европейский астронавт. Из полусотни претендентов Бельгия представила в сентябре 1977 года пятерых финалистов, среди которых был и Дирк Фримаут. Однако никто из них в итоге в отряд астронавтов ЕКА не прошёл.
С 1978 года Д. Фримаут работал в ЕКА, участвуя в подготовке европейских астронавтов. В 1984—1989 годах был главным инженером в Европейском центре космических исследований и технологий (European Space Research and Technology Centre, ESTEC) в Нордвейке (Нидерланды).
Лишь в декабре 1985 года, в соответствии с двусторонним американо-бельгийским соглашением, Фримаут был отобран в качестве специалиста по полезной нагрузке для полёта по программе EOM (Earth Observation Mission). Бельгийца назначили дублёром в экипаж STS-61K. Полёт должен был состояться осенью 1986 года, но катастрофа шаттла «Челленджер» в январе 1986 года перечеркнула эти планы.
Новое назначение в экипаж Д. Фримаут получил 29 сентября 1989 года, и снова в качестве дублёра специалиста по полезной нагрузке полёта STS-45. Но после того как основной кандидат, Майкл Лэмптон, был выведен из экипажа по причинам медицинского характера, его место 10 сентября 1991 года занял Дирк Фримаут.

## Полёт на «Атлантисе»
Свой единственный полёт в космос 51-летний Дирк Фримаут совершил 24 марта — 2 апреля 1992 года на борту шаттла «Атлантис» (STS-45) в качестве одного из двух специалистов по полезной нагрузке. Основной задачей этого полёта было проведение научных экспериментов в орбитальном модуле «Спейслэб» в рамках новой программы «Полёт к планете Земля», рассчитанной на несколько экспедиций. Главной полезной нагрузкой в модуле являлась научно-прикладная атмосферная лаборатория «ATLAS-1» (Atmospheric Laboratory for Applications and Science). 
Длительность полёта составила 8 суток 22 часа 10 минут 24 секунды.

## Послеполётная деятельность
После выполнения космического полёта, 30 июня 1993 года король бельгийцев Бодуэн пожаловал Дирку Фримауту личный титул виконта с возведением в наследственное дворянство.
С апреля 1994 года  работал директором по научно-исследовательской работе в компании Belgacom в Брюсселе. Позже стал сотрудником Flanders Language Valley Foundation в Ипре — фонда, занимающегося разработкой компьютеров с голосовым управлением.
С 2009 года является членом Королевской академии наук и искусств Бельгии, отделение технических наук. Кандидат в члены Бельгийского национального совета по космическим исследованиям. Член Королевской ассоциации фламандских инженеров.

## Семья
Женат. Двое детей. Увлекается бегом, велосипедом, путешествиями, шахматами. Радиолюбитель с позывным ON1AFD.